# Таграксофусп
Таграксофусп (tagraxofusp-erzs) – це перший препарат таргетної терапії, що направлений на CD123 (альфа-рецептор інтерлейкіна 3 [IL-3]). Він є гібридним білком, який складається з рекомбінантного людського інтерлейкіну 3 (IL-3) і фрагмента дифтерійного токсину (DT). Був розроблений компанією Stemline Therapeutics, Inc. для лікування бластичної плазмоцитоїдної дендритної клітинної пухлини (BPDCN). У грудні 2018 року таграксофусп був схвалений Управлінням продовольства і медикаментів США для лікування BPDCN у дорослих та у педіатричних пацієнтів віком від 2 років і старше. У ЄС переглядається централізована заявка на реєстрацію застосування таграксофуспу у пацієнтів із BPDCN.. Випускається під торгівельною назвою Ельзонріс (може бути також відомий як tagraxofusp-erzs, DT388-IL3 або SL-401)

## Дослідження
В досліджені взяли участь 47 пацієнтів, 32 з яких отримували таграксофусп в якості терапії першої лінії, а 15 — після попереднього лікування. Серед 29 раніше нелікованих пацієнтів, які отримували таграксофусп в дозі 12 мкг/кг (інші три отримували нижчу дозу), 21 (72%) досягли первинної кінцевої точки, при цьому загальний рівень відповіді на терапію склав 90%. Середній час терапевтичної відповіді становив 43 дні; середній вік усіх пацієнтів склав 70 років (учасники від 22 до 84 років).

## Структура
Tagraxofusp — це цитотоксин, спрямований CD123, що вводиться внутрішньовенно, що складається з інтерлейкіну-3 та фрагментом дифтерійного токсину.
Дифтерійний токсин у цьому випадку складається з двох доменів – каталітичного та домену транслокації.
- Каталітичний домен, також відомий як домен С, складається з незвичної альфа-бета структури.[4] Цей домен блокує синтез білка шляхом перенесення АДФ-рибози від НАД до дифтамідного залишку фактора евкаріотичної елонгації трансляції 2 (eEF-2).
- Центральний домен, що відповідає за транслокацію (інша назва домен Т або домен ТМ) має багатоспіральну структуру, що дещо нагадує глобулін з двома додатковими спіралями на N-кінці. При цьому не має характерної для глобуліну першої спіралі. Цей домен при зміні рН починає зазнавати конформаційних змін, що запускає введення в ендосомну мембрану і полегшує перенесення домену С в цитоплазму.[5]

Інтерлейкін-3 замінює собою третій домен дифтерійного токсину, який відповідає за зв’язування з рецептором (також відомий як  R-домен).

## Фармакологічні властивості
Альфа-рецептор CD123 або інтерлейкіну-3 надмірно виражений при множинних гематологічних злоякісних захворюваннях. Домен IL-3 зв'язується зі своїм рецептором (кластером диференціювання 123 [CD123]). Після чого цей лігандрецепторний комплекс поглинається шляхом ендоцитозу. У цій ендосомі рН є відносно низьким, через що у DT відбувається протеолітичне розщеплення доменів. Каталітичний домен DT переноситься в цитозоль, де його основною мішенню буде фактор елонгації трансляції-2 (EF-2). Фактор елонгації-2 є основним білком, який бере участь у трансляції білка. Інгібування фактора елонгації є критичним для клітини і призводить до її загибелі.

## Покази до застосування
Показаний для лікування бластичної плазмоцитоїдної дендритної клітинної пухлини (BPDCN) у дорослих і у дітей 2 років і старше.

## Побічна дія
Серйозні побічні явища включають:
- синдром капілярного витоку;
- печінкові дисфункції
- тромбоцитопенію

Найпоширенішими побічними явищами були підвищення рівня аланін-амінотрансферази (64%) та аспартатамінотрансферази (60%), гіпоальбумінемія (55%), периферичний набряк (51%) та тромбоцитопенія (49%).
Також слід зазначити такі побічні дії як: нудота (49%), втома (45%), пірексія (43%), зниження рівня нейтрофілів (37%), збільшення ваги (31%), зниження фосфатів (на 30%), головний біль (29%), гіпотонія (29%), збільшення рівня креатиніну(27%) та лужної фосфатази (26%), зниження апетиту (24%), запор (23%), зростання рівню Кальцію (21%), блювота (21%), діарея (20%), фебрильна нейтропенія (20%), біль у спині (20%), задишка (19%), тахікардія (17%), безсоння (17%), тривога (15%), гіпертонія (15%), кашель (14%), зростання рівню білірубіну (на 14%), епістаксис (14%), орофарингеальний біль (12%), тривога (15%), конфузність (11%).

## Протипоказання
Препарат ще не достатньо вивчений, тому протипоказань немає. Але, виходячи з механізму дії препарату, терапія може впливати негативно на ембріонально-плодовий розвиток. Але даних про застосування у вагітних та пов’язаний з ліками ризик несприятливих наслідків для плоду немає. Немає також даних про наявність ліків у молоці людини, про вплив на дитину, що годується грудьми, чи вплив на вироблення молока. Через потенціал серйозних побічних реакцій у дітей, що годують груддю від таграксофуспу, годування груддю не рекомендується під час лікування та протягом 1 тижня після останньої дози.

## Форми випуску
Розчин для ін’єкцій. 1000 мкг/мл (одноразова доза).